# 謝旌
謝旌（？—？），三國時期吳國武將。陸遜擊破關羽壓制荊州後，與李異率三千兵攻打蜀軍。擊破詹晏、鄧輔、郭睦等人，並生擒然后招降陳鳳。此外，在陸遜指揮下，擊破文布、鄧凱。

## 艺术形象
在小說《三國演義》中，他為孫桓的部將，於宜都附近迎戰蜀漢軍時，與張苞交馬三十餘合後敗走；後於次日交戰中被突入吳軍中的張苞一矛刺死。